# 但州丸 (6代)
但州丸（たんしゅうまる）は、兵庫県が所有する漁業実習船。兵庫県立香住高等学校の実習に使用されている。本項目では、2015年に建造され就航中の6代目を取り扱う。

## 概要
但州丸 (5代)の代船として新潟造船で建造され、2014年12月16日に進水、2015年3月31日に竣工した。同年4月29日に香住東港に入港、歓迎式が行われた後、操業テストを経て6月中旬から実習を開始した。2015年7月8日には同校の創立70周年事業の一環として本船の竣工記念式典が開催され、井戸敏三兵庫県知事などが出席、式典の後、記念航海を行った。
兵庫県内の高校で実習船を有するのは香住高校のみである。本船は海洋科学科の生徒を対象にトロール漁やマグロはえ縄漁などの漁業実習を行うほか、水産庁の海洋資源調査などの調査業務にも従事する。また、災害支援活動、急患搬送などに活用することも考慮されている。
本船が実習で北太平洋で捕獲したマグロの一部は缶詰にされ、同校の文化祭で販売される場合がある。

## 設計
499総トンであった前船よりやや小型化した。船型は全通二層甲板船で、船尾は作業甲板となっておりスリップウェイが設けられている。漁労設備として、トロール漁、マグロはえ縄漁用設備を搭載ほか、本船から新たにイカ釣り漁用設備が追加された。
観測設備としてCTD、観測用ウィンチなどを装備する。船内ネットワークが導入されており、船内で観測データが共有できるようになっている。
航海機器は自動航行システム、ジャイロコンパス、GPSコンパス、レーダー、GDPS航法装置、自動船舶識別装置、電子海図、航法プロッターなどを古野電気製を中心に搭載する。

## 略歴
- 1948年（昭和23年） - 初代竣工[8]
- 1995年（平成7年）3月31日 - 5代目竣工（499総トン）[8]19年間で約56万kmを航行し、400人以上の生徒が実習した[11]。
- 2015年（平成27年）3月31日 - 6代目竣工（358総トン）[1]

## エピソード
長年に渡って海上気象を観測し通報した功績から、海上保安庁より気象庁長官表彰を受賞した。
前船では4級海技士の取得を目標としていたが、本船では5級海技士が目標となった。